# Михайло Кіруларій
Михайло I Керуларій (грец. Μιχαήλ Α΄ Κηρουλάριος; близько 1000, Константинополь —  1059, в морі, дорогою на заслання) — Патріарх Константинопольський з 1043 по 1059 рік, народився в Константинополі, відомий завдяки конфлікту з папою Левом IX щодо церковних канонів, якими римська церква почала відрізнятися від православної, особливо щодо вживання прісного (незаквашеного) хліба в Причасті.

## Роль у церковному розколі
Кіруларій закрив римські церкви у Візантії. 1054 року кардинал Гумберт Мурмутьєрський видав буллу про екскомунікацію (вилучення з церкви) щодо Кіруларія (у відповідь на його дії щодо церкви в південній Італії), незважаючи на смерть папи Лева три місяці до цього (Римська церква причислила Лева IX до сонму святих) і недійсність екскомунікації. Кіруларій в свою чергу екскомунікував кардинала й папу, започатковувавши Великий церковний розкол. Розкол привів до кінця союзу між візантійським імператором і папством, і змусив пізніших пап вступити в союз з норманами проти імперії.

## Фактичне правління Візантією
Після розколу Кіруларій на деякий час став найсильнішою людиною в Константинополі. Коли Феодора обійняла владу (1056–1056), він «намагався правити імператрицею». Наступний імператор Михайло VI (1056—1057) не був достатньо покірливим, так що Кіруларій започаткував революцію, скинув його, сам пішов обтяти його волосся, і закрив його в монастирі. На його місце він встановив Ісаака Комніна (1057–1059). Ісаак добре знав, кому він завдячував трон, і спочатку був слухняним. У цей час Кіруларій досяг апогею своєї влади. Він призначив всіх службовців держави і був справжнім правителем імперії. Він так мало приховував це, що почав носити пурпорове (багряне) взуття, яке завжди було прерогативою імператора. «Втративши весь сором, — говорить Михайло Пселл, — він поєднав царство і священство в собі; в своїх руках він тримав хрест, тоді як імперські закони виходили з його уст».

## Повергнення
Ісаак втомився бути лялькою патріарха і хотів правити сам. Кіруларій почав сваритися з імператором щодо конфіскації церковного майна. Він був таким розлюченим, що планував повстання аби скинути імператора і вимагав імператорський трон для себе. Але Ісаак діяв на випередження, використавши Михайла Пселла, щоби звинуватити його. Кіруларія звинуватили в зраді, язичництві й чаклунстві, визнали «безбожним, тиранічним, вбивчим, святотатським, негідним». Його засудили до заслання на Мадит у Геллеспонті. Дорогою туди взимку 21 січня 1059 року корабель зазнав аварії, в результаті чого Кіруларій раптово загинув.

## Вшанування
Щойно Кіруларій помер, почалося його обожнення. Спочатку імператор стверджув, що він був покараний Богом за спробу узурпації світської влади, але згодом висловив жаль з приводу того, що сталося. Тіло патріарха повернули до Константинополя і поховали з великою пишністю в церкві Святих Ангелів. Михайло Пселл, який виносив звинувачення в його адресу, тепер проповідував панегерик на його честь, описуючи його як найкращого, наймудрішого, найсвятішого, і найбільш неправильно зрозумілого серед людей. Того ж року імператор Ісаак захворів, склав свої імператорські повноваження, постригся в ченці (і помер монахом через 2 роки) та призначив настуника. Ним став Костянтин X Дука.

## Ануляція взаємних екскомунікацій часів Кіруларія
В 1965 році, взаємні екскомунікації були анульовані Папою Павлом VI і константинопольським патріархом Афінагором, коли вони зустрілися на Другому Ватиканському Соборі. Хоча екскомунікація, видана кардиналом Гумбертом, не була дійсною, цей жест представляв важливий крок щодо відновлення спілкування між Римом і Константинополем.

## Виноски
1. 1 2 3  Deutsche Nationalbibliothek Record #100953840 // Gemeinsame Normdatei — 2012—2016.
2. ↑  Михайло Пселл, «Енкоміон», 357
3. ↑  у Брег'єра, 275